# Elección para gobernador de Kentucky de 2015
La elección para gobernador de Kentucky de 2015 tuvo lugar el 3 de noviembre. 

## Primaria republicana

### Candidatos

#### Declarados
- Matt Bevin, empresario y candidato al Senado de los Estados Unidos en 2014[2][3]
- James Comer Comisionado de Agricultura de Kentucky, 2012-2016; y representante estatal, 2001-2012[4]
- Hal Heiner, exmiembro del Consejo Metropolitano de Louisville, 2003–2010; y candidato a alcalde de Louisville en 2010[5]
- Will T. Scott, exjuez asociado de la Corte Suprema de Kentucky, 2005–2015; nominado para procurador general de Kentucky en 1995 y para el 7.º distrito congresional de Kentucky en 1988 y 1990[6][7]

#### Declinados
- Catherine Todd Bailey, empresaria y ex embajadora de los Estados Unidos en Letonia[8]
- Andy Barr, representante de los Estados Unidos[9][10]
- Jess Correll, banquero
- Richie Farmer, ex Comisionado de Agricultura de Kentucky[11][12][13]
- Ernie Fletcher, exgobernador y exrepresentante de los Estados Unidos[14]
- Trey Grayson, ex Secretario de Estado de Kentucky y candidato al Senado de los Estados Unidos en 2010[15]
- Brett Guthrie, representante de los Estados Unidos[16][17]
- Thomas Massie, representante de los Estados Unidos[18]
- Mitch McConnell, senador estadounidense y líder de la mayoría del Senado[19]
- Phil Moffett, empresario, activista del partido del té y candidato a gobernador en 2011[20][21]
- Rand Paul, senador de los Estados Unidos y candidato presidencial en 2016[22]
- David L. Williams, presidente del Senado de Kentucky, 2000-2012; senador estatal 1987-2012[23]

### Resultados
|  | 32.91 % |

|  | 32.89 % |

|  | 27.10 % |

|  | 7.20 % |

|  | 100 % |

## Primaria demócrata

### Candidatos

#### Declarados
- Jack Conway, procurador general de Kentucky y candidato para el Senado en 2010[25]
- Geoff Young, exingeniero y candidato para el 6.º distrito congresional de Kentucky en 2014[26]

#### Declinados
- Jerry Abramson, Director de Asuntos Intergubernamentales de la Casa Blanca, ex vicegobernador de Kentucky y exalcalde de Louisville
- Rocky Adkins, líder de la mayoría de la Cámara de Representantes de Kentucky[27][28]
- Ben Chandler, exrepresentante de los Estados Unidos, exprocurador general de Kentucky y candidato a gobernador en 2003[29][30][31][32]
- Luther Deaton, banquero[33][34]
- Adam Edelen, auditor de Kentucky (se postuló para la reelección)[35][36][37]
- Greg Fischer, alcalde de Louisville[38]
- Alison Lundergan Grimes, Secretaria de Estado de Kentucky y candidata al Senado de los Estados Unidos en 2014 (se postuló para la reelección)[39]
- Crit Luallen, vicegobernadora de Kentucky y ex auditora de Kentucky[40][41]
- Daniel Mongiardo, ex vicegobernador de Kentucky y candidato al Senado de los Estados Unidos en 2004[35]
- Greg Stumbo, presidente de la Cámara de Representantes de Kentucky, exprocurador general de Kentucky y candidato a vicegobernador en 2007[42][43][44][45]
- John Yarmuth, representante de los Estados Unidos[46]

### Resultados
|  | 78.8 % |

|  | 21.2 % |

|  | 100 % |

## Resultados
|  | 52.52 % |

|  | 43.82 % |

|  | 3.66 % |

|  | 100 % |

|  | 30.68 % |